# Johann Christoph Bach III
Johann Christoph Bach III (16 juni 1671 - 22 februari 1721) was de oudste broer van Johann Sebastian Bach en een Duitse organist in Ohrdruf. Hij was de zoon van Johann Ambrosius Bach en Elisabeth Lämmerhirt. 

## Leven
Hij studeerde in Erfurt onder Johann Pachelbel, een Duitse organist en componist. Hij werd in 1690 organist in Ohrdruf. Hij trouwde daar in 1694. Johann Sebastian Bach woonde bij hem van 1695 tot 1702, omdat hun vader in dat jaar overleed. 
Zijn kinderen heetten: 
- Christina Sophia, geboren op 21 augustus 1697
- Johann Bernhard, geboren op 24 november 1700, werd later organist en componist
- Johann Christoph (1702-1756), werd later leraar in Ohrdruf
- Johanna Maria, geboren in 1705
- Johann Heinrich (1707-1782)
- Magdalena Elisabeth geboren in 1710
- Johann Andreas (1713-1779), werd later leraar en organist in Ohrdruf
- Johann Sebastian geboren en gestorven in 1713

Al zijn zoons zijn als organist streng onderwezen en Johann Christoph Bachs nageslacht is meer dan honderd jaar organist in Ohrdruf geweest.